# Station Heppen
Station Heppen is een voormalig spoorwegstation langs de Belgische spoorlijn 17 (Diest - Beringen-Mijn) in Heppen, een deelgemeente van de gemeente Leopoldsburg.
In 1878 werd de stopplaats Heppen geopend. Het beheer gebeurde door het station Oostham. In 1887 werd het een station.
0,0: Diest ·
1,6: Schaffen ·
6,5: Deurne ·
9,7: Tessenderlo ·
13,0: Kwaadmechelen ·
16,0: Oostham ·
20,0: Heppen ·
21,3: Beringen-Mijn